# Dioscorea commutata
Dioscorea commutata är en enhjärtbladig växtart som beskrevs av Reinhard Gustav Paul Knuth. Dioscorea commutata ingår i släktet Dioscorea och familjen Dioscoreaceae. Inga underarter finns listade i Catalogue of Life.